# Bez straty ogólności
Bez straty ogólności (rzadziej bez utraty ogólności, czasami skracane do b.s.o.) jest często używanym wyrażeniem w matematyce. Termin ten jest wykorzystywany do wskazania, że następujące założenie jest wybrane arbitralnie, zawężając dowodzenie twierdzenia do konkretnego przypadku, ale nie wpływa ono na ważność dowodu w ogóle. Pozostałe przypadki są na tyle podobne do wybranego, że ich dowód jest bardzo podobny lub są one z wybranym równoważne. W rezultacie po przedstawieniu dowodu w jednym, konkretnym przypadku pozostałe stają się trywialne.
Często użycie „bez utraty ogólności” jest możliwe dzięki symetrii. Na przykład, jeśli wiadomo, że jakaś własność P(x, y) liczb rzeczywistych jest symetryczna, czyli P(x, y) jest równoważna P(y, x), to w dowodzie, że własność P(x, y) jest prawdziwa dla każdego x i y, można „bez utraty ogólności” założyć, że x ≤ y. Takie przejście jest uprawnione, ponieważ jeżeli udowodniony został przypadek x ≤ y ⇒ P (x, y), to dzięki symetrii prawdziwy jest też drugi przypadek, który otrzymujemy poprzez zamianę x i y: y ≤ x ⇒ P(y, x), pokazując tym samym, że własność P(x, y) jest prawdziwa we wszystkich przypadkach.
Z drugiej strony, jeśli takiej symetrii (lub innej formy równoważności) nie można stwierdzić, to użycie „bez utraty ogólności” jest nieuprawnione i może prowadzić do błędów poprzez wyciąganie wniosków o całości z konkretnych przypadków.

## Przykład
Rozważmy następujące twierdzenie (będące zastosowaniem zasady szufladkowej Dirichleta):

Jeżeli trzy przedmioty są pokolorowane w całości na kolor czerwony albo niebieski, to co najmniej dwa z nich mają ten sam kolor.

Dowód:

Bez straty ogólności załóżmy, że pierwszy przedmiot jest czerwony. Jeżeli przynajmniej jeden z dwóch pozostałych przedmiotów jest czerwony, to mamy tezę. Jeżeli natomiast żaden z pozostałych dwóch nie jest czerwony, to oba muszą być niebieskie – teza.

Powyższy rozumowanie jest poprawne, ponieważ dokładnie takie samo rozumowanie można by zastosować, gdyby przyjęto przeciwne założenie (pierwszy przedmiot jest niebieski). Słowa „czerwony” i „niebieski” można swobodnie zamieniać w sformułowaniu dowodu. W rezultacie zastosowanie „bez utraty ogólności” jest w tym przypadku uprawnione.